# Luftkissenbahn (Didaktik)
Eine Luftkissenbahn, auch Luftkissenfahrbahn, ist ein linear oder flächig ausgedehntes Laborgerät und Lehrmittel, auf dessen Oberfläche(n) Druckluft aus zahlreichen kleinen Bohrungen austritt. Unter auf die Bahn aufgesetzten passenden flächigen Gleitern bilden sich Luftkissen aus, sodass sich diese Gleiter weitgehend reibungsfrei auf der Bahn bewegen können.
Versuche mit einem oder mehreren Gleitern auf einer solchen Bahn können helfen, Gesetze der klassischen Mechanik zu überprüfen und zu veranschaulichen.
Meist werden Luftkissenbahnen genau horizontal ausgerichtet. Für bestimmte Versuche wird die Bahn jedoch leicht geneigt, womit die Schwerkraft der Gleiter eine treibende Kraftkomponente in Richtung der Falllinie der Bahn bewirkt.
Die Gesetze der Bewegung von Körpern mit Masse können von Hand und beliebig langsam für das freie Auge sichtbar gemacht werden.
Beleuchtung per Stroboskop-Blitz, (Sofortbild- oder Digital-)Fotografie oder Video erlauben über das Vermessen von Bildern im Zeitablauf genaue quantitative Auswertungen, etwa zur Überprüfung der physikalischen Gesetze.

## Bauformen
Grundsätzlich gibt es zwei Bauweisen von Luftkissenbahnen:
- Die linear erstreckte erlaubt Bewegungen genau und nur auf einer einzigen geraden Linie – eindimensional.

- Die flächige, plane Ausformung erlaubt hingegen Bewegungen in einer Fläche – zweidimensional. Zur Beschreibung der Translationsgeschwindigkeit eines Körpers wird ein zweidimensionalen Vektor {\displaystyle (x,y)} nötig. Ein dezentraler Stoß hat Drehbewegung zur Folge.

## Weblink
- Walter Fendt: Simulation einer Luftkissen- oder Rollen-Fahrbahn